# Intyrictis
Intyrictis es un género extinto de la familia Viverravidae.Contiene una única especie, Intyrictis vanvaleni. Vivió hace entre 63,3 y 61,7 millones de años en América del Norte. Fue nombrado por  Gingerich y Winkler, en 1985.